# 奧本海姆 (紐約州)
奧本海姆（英語：Oppenheim）是一個位於美國紐約州富爾頓縣的鎮。

## 人口
根據2020年美國人口普查的數據，奧本海姆的面積為146.18平方千米，當中陸地面積為145.39平方千米，而水域面積為0.79平方千米。當地共有人口1751人，而人口密度為每平方千米12人。